# Cornelius Canis
Cornelius Canis noto anche come de Hondt e d'Hondt, (Gand, 1500 - 1510 – Praga, 16 febbraio 1561) è stato un cantore e compositore fiammingo del Rinascimento, membro della Scuola di Borgogna e attivo, per gran parte della sua vita, presso la Cappella musicale della Corte imperiale degli Asburgo durante il regno di Carlo V.
Egli pose fine allo stile della Scuola franco fiamminga e iniziò a introdurre un elaborato stile imitativo polifonico unito alla levità e limpidezza della chanson parigina. Fu uno dei pochi compositori dell'epoca a scrivere chanson sia in francese sia in fiammingo.

## Biografia

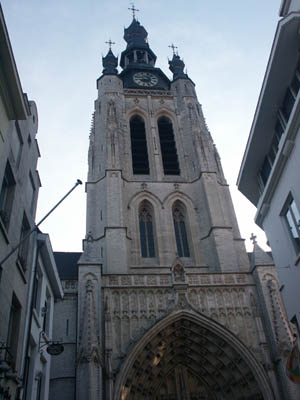
Dopo aver lasciato la Cappella imperiale degli Asburgo, Cornelius Canis divenne cappellano della chiese di St. Martin a Kortrijk nel 1557

Nessun documento a noi noto riporta notizie sui primi anni della sua vita. Egli dovrebbe probabilmente essere nato a Gand, visto che esistono lettere che indicano che i suoi genitori abitavano li, e dalle prime fonti risulta essere stato maestro del coro delle voci bianche alla confraternita Onze-Lieve-Vrouw-op-de-rade, presso la Chiesa di San Giovanni a Gand. Egli potrebbe aver fatto parte di una grande famiglia di musicisti, visto che esistono altri musicisti di nome d'Hondt, de Hondt e Canis attivi a Gand, Kortrijk ed altre località connesse alla Cappella imperiale nel corso del XVI secolo.
Nel 1542, gli fu dato l'incarico di portare quattro ragazzi del coro dai Paesi Bassi alla Spagna, sede principale del regno di Carlo V, che da quella data divenne imperatore del Sacro Romano Impero. Questo viaggio è la prima associazione fra Canis e la Cappella imperiale, la Grande Chapelle. Il suo esatto incarico nella Cappella nei primi anni 1540 non è documentato, ma la sua reputazione era buona ed in continua ascesa. In questo periodo i musicisti raramente rimanevano in una Cappella molto a lungo: egli viaggiò spesso al seguito dell'imperatore, recandosi in Italia, Paesi Bassi o Austria secondo i movimenti in cui era impegnato l'imperatore. Documenti di Corte indicano che Canis si recò ad Utrecht e Augusta e ricevette spesso delle onorificenze.
In seguito Canis divenne maistre des enfans (maestro del coro di voci bianche) della Cappella, succedendo a Nicolas Gombert. Gombert venne rimosso dall'incarico intorno al 1540, con l'accusa di aver molestato un ragazzo del coro, e inviato ai lavori forzati. In questo periodo la Cappella venne rioganizzata, e la posizione di maître de chapelle (direttore della musica) venne cumulata a quella di maistre des enfans, così Canis succedette a Gombert ed a Thomas Crecquillon, il precedente direttore musicale. Fra gli altri musicisti presenti a quel tempo nella Cappella musicale degli asburgo vi erano Nicolas Payen e l'organista Jean Lestainnier. La musica di Canis iniziò ad apparire in importanti collezioni, come quelle di Antonio Gardano e Pierre Attaingnant. La maggior parte della sua produzione va da 1542 al 1558, periodo della sua attività alla Corte imperiale. Non tutta venne pubblicata, ed alcuni pezzi sono pervenuti in copie manoscritte realizzate sia in Germania che nei Paesi Bassi.
Canis ricevette importanti prebende reali, la pensione e venne nominato abate in due separate sedi: Notre Dame a Middelburg e Floresse a Liegi. Nel 1555 si ritirò, probabilmente in quanto il suo protettore e mecenate Carlo V dovette abdicare. Il suo ritiro avvenne esattamente un mese prima che Carlo cedesse il trono, nei Paesi Bassi, a Filippo II (15 ottobre 1555). Comunque, questa non fu la fine della sua carriera musicale. Egli divenne cappellano e canonico a Kortrijk, alla Chiesa di St. Maarten e alla confraternita di Onze Lieve Vrouwkerk . Egli morì poi a Praga, che in quel tempo era anche sotto il dominio degli Asburgo.

## Musica
Canis compose musica vocale sia sacra che profana. Non è giunta alcuna sua composizione strumentale e potrebbe pertanto non aver scritto nulla di questo genere musicale.
Un notevole numero di sue composizioni sono giunte fino a noi, e fra esse due messe, 35 mottetti e 31 chanson. La lista dell sue composizioni è andata aumentando negli ultimi decenni: tre mottetti e due chanson sono state scoperte recentemente. Tutte le sue composizioni spaziano da tre a sei voci. Le due messe, Missa Pastores loquebantur e Missa super Salve celeberrima sono entrambe a sei voci, mentre i mottetti e le chanson spaziano dalle tre alle sei voci.
I mottetti di Canis sono composti secondo lo stile dei compositori post-Josquin della Scuola franco fiamminga, usando una grande varietà di tecniche contrappuntistiche usate con grande abilità. L'imitazione è spesso pervasiva, alle volte rigorosa o libera. L'intervallo di tempo che separa le voci successive nell'imitazione può essere molto breve o lungo. Canis adoperò anche per contrasto, variando le sue procedure contrappuntistiche in sezioni successive della stessa composizione, e scrivendo linee melodiche che variavano da brevi ad ampi passaggi.
In contrasto con le elaborate procedure polifoniche da lui usate nella musica sacra, le sue chanson mostrano un misto di polifonia fiamminga e di semplicità parigina. Negli anni 1540 e 1550 si componevano due generi diversi di chanson: il genere parigino, dei compositori come Clément Janequin e Claudin de Sermisy, che tendeva ad essere omofonico e scritto in brevi frasi, con brevi episodi imitativi, ed il franco-fiammingo, più polifonico ed imitativo: le chanson franco-fiamminghe erano simili alla musica sacra composta dagli stessi compositori. Canis usò alcune caratteristiche della chanson parigina, tra cui l'omofonia con brevi unità ritmiche, e le formule cadenzali, innestandole su un tessuto polifonico. 
Alcune delle chanson di Canis utilizzano la tecnica del cantus firmus, nella quale Canis era aduso prendere temi da due preesistenti chanson, comprese quelle di Janequin, Claudin de Sermisy e Gombert, riarrangiandole su una base contrappuntistica molto differente dall'originale, ma usando gli stessi testi.

## Canis e lamusica reservata
l'esatto significato della frase musica reservata è stato dibattuto dai musicologi per diversi decenni, tanto che le contemporanee interpretazioni sono ambigue e contraddittorie. Oggi si è raggiunto un certo consenso tra gli studiosi di musica sull'interpretazione che il termine si riferisse ad una pratica innovativa, che nasceva intorno alla metà del XVI secolo, sia nella composizione che nell'esecuzione, che 'incideva' nella definizione del testo e, eventualmente, nel cromatismo, un movimento poco diffuso e legato principalmente ad un genere di musica destinata agli intenditori. Cornelius Canis è uno dei compositori che non scrisse nello stile della musica reservata. Subito prima che Canis abbandonasse la Cappella reale, l'ambasciatore bavarese alla corte di Carlo V scrisse una lettera al suo sovrano, Alberto V di Baviera, in cui sembra usare il termine in senso ampio, il che significa approssimativamente "uno stile musicale nuovo": "la musica reservata sarà ancora più di moda ora che prima, dopo che Nicolas Payen ha preso il posto di Cornelius Canis, dal momento che quest'ultimo non era in grado di riconciliarsi con essa". Egli pertanto riteneva che Canis era un compositore dallo stile conservatore. La data di questa lettera, 28 aprile 1555, è di poco precedente alla data in cui Orlando di Lasso giunse nella Cappella musicale di Alberto V a Monaco di Baviera. Lasso era all'epoca, e rimane fino ad oggi, il più famoso compositore di musica reservata.